# Stary Toruń
Stary Toruń – wieś (dawniej miasto) w Polsce położona w województwie kujawsko-pomorskim, w powiecie toruńskim, w gminie Zławieś Wielka.

## Historia

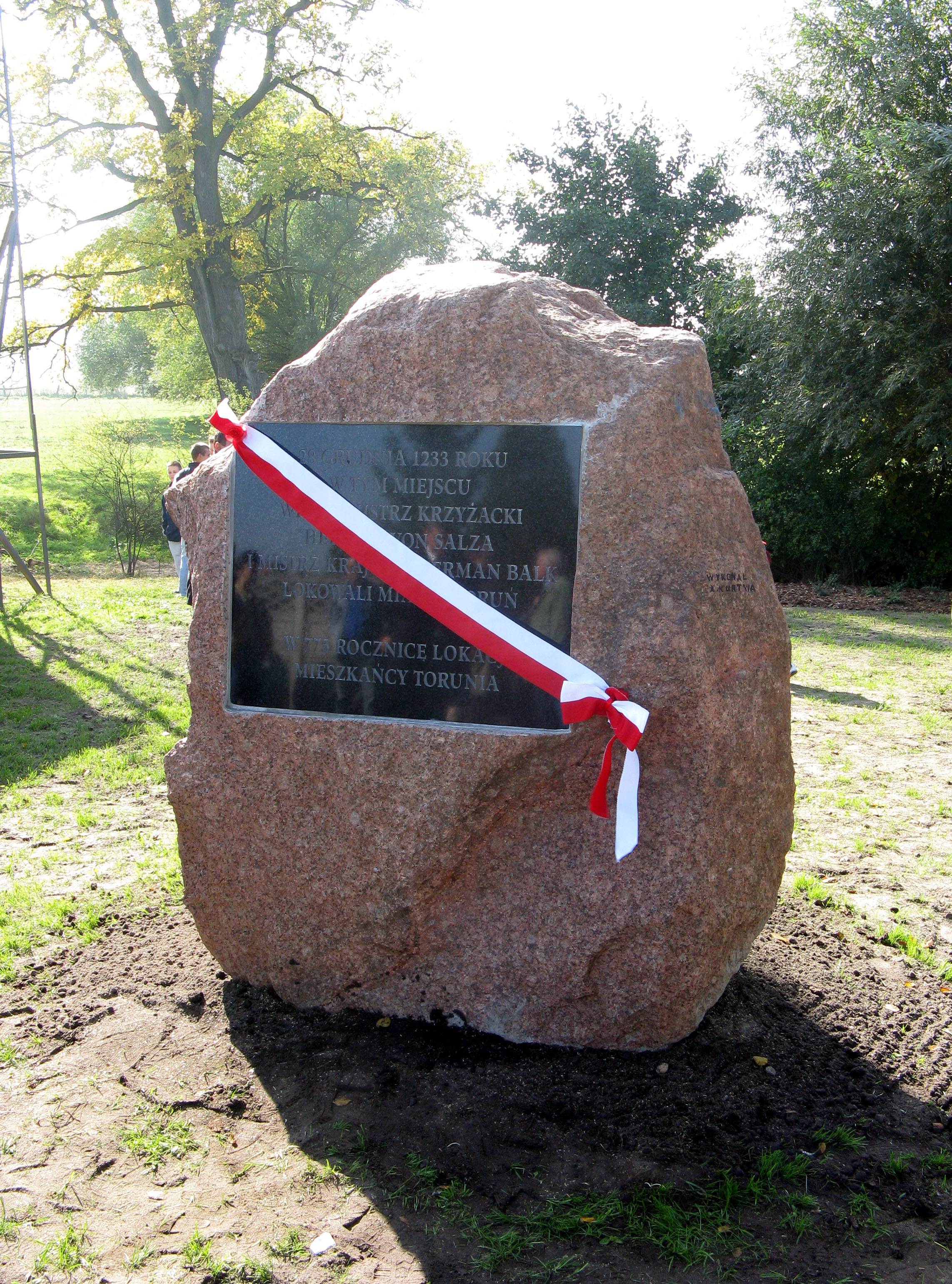
Obelisk we wsi upamiętniający nadanie praw miejskich Toruniowi.

Nad Wisłą na południe od współczesnej wsi w 1233 r. lokowany był Toruń, skąd po około 3 latach dokonano translokacji (przeniesienia) miasta na obecne miejsce. Według źródeł istniała tutaj warownia krzyżacka oraz osada z kościołem. W 1242 r. gród oparł się najazdowi księcia gdańskiego Świętopełka. W latach 1244–1247, w czasie wojny krzyżacko-pomorskiej, stanowił rezydencję mistrza krajowego Poppo von Osternohe. W czasie wojen polsko-krzyżackich w 1. poł. XV w. gród został zniszczony. W 1514 r. król Zygmunt Stary nadał wieś Radzie Miejskiej Torunia. Ruiny kościoła św. Anny były widoczne jeszcze do 2. poł. XVIII w.
W latach 1975–1998 miejscowość administracyjnie należała do województwa toruńskiego.
Dokładne położenie tej osady pozostawało nieznane do 2018 r., gdy w wyniku nieinwazyjnych badań archeologicznych ustalono przebieg północnej i zachodniej fosy wału obronnego. Osada znajdowała się na południowy wschód od dzisiejszych zabudowań wsi, u ujścia kanału prowadzącego do obecnego Portu Drzewnego.

## Demografia
Według Narodowego Spisu Powszechnego (III 2011 r.) liczyła 1525 mieszkańców. Jest drugą co do wielkości miejscowością gminy Zławieś Wielka.